# Чемпионат Украины по греко-римской борьбе
Чемпионат Украины по греко-римской борьбе (укр. Чемпіонат України з греко-римської боротьби) — спортивное соревнование по греко-римской борьбе, ежегодно проводимое Федерацией греко-римской борьбы Украины.
В советские годы разыгрывался чемпионат СССР по классической борьбе, первый розыгрыш которого состоялся в 1924 году в Киеве.
В 2020 году чемпионат Украины в Одессе был отменён из-за пандемии COVID-19.
Трёхкратным победителем чемпионата Украины по греко-римской борьбе становился Ленур Темиров.

## Чемпионат Украины по греко-римской борьбе
| Соревнование | Место проведения | Дата         |
| ------------ | ---------------- | ------------ |
| 2008         | Черкассы         |              |
| 2009         | Черкассы         | 19-20 июня   |
| 2010         | Мариуполь        | 28-30        |
| 2011         | Черкассы         | февраль      |
| 2012         | Симферополь      | 14-15 января |
| 2013         | Запорожье        | 25-27 января |
| 2014         | Запорожье        | май          |
| 2015         | Харьков          | апрель       |
| 2016         | Запорожье        | 6-7 октября  |
| 2017         | Житомир          | 3-6 июня     |
| 2018         | Черкассы         | июнь         |
| 2019         | Кременчуг        | 1 февраля    |
| 2020         | Одесса (отменён) | октябрь      |
| 2021         | Черкассы         | 2-4 декабря  |
| 2022         | Черкассы         | 26-27 ноября |
| 2023         | Полтава          | 17-19 ноября |